# آریسته، دهستان سارما
آریسته (استونیایی: Ariste) یک روستا در دهستان سارما، شهرستان ساره در غرب استونی است.